# Biatlón en los Juegos Olímpicos de Milán-Cortina d'Ampezzo 2026
El biatlón en los Juegos Olímpicos de Milán-Cortina d'Ampezzo 2026 se realizará en la Arena Alto Adige, ubicada en Anterselva, en febrero de 2026.
En total se disputarán en este deporte once pruebas diferentes, cinco masculinas, cinco femeninas y una mixta.